# SIGGRAPH

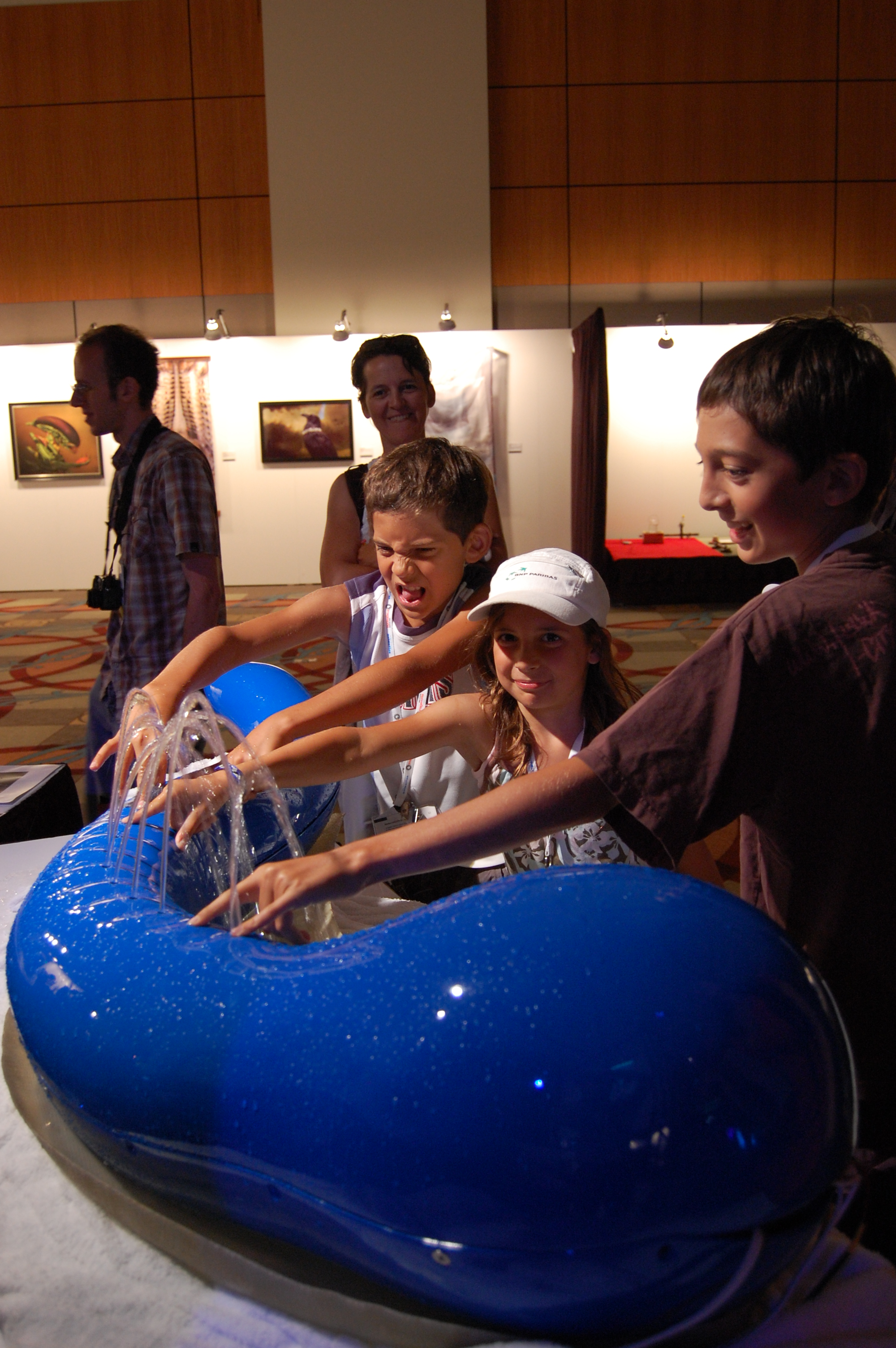
L'Hydraulophone, presentato al SIGGRAPH 2007

SIGGRAPH (abbreviazione di Special Interest Group on GRAPHics and Interactive Techniques) è la conferenza sulla grafica computerizzata (CG) organizzata annualmente negli Stati Uniti dall'ACM SIGGRAPH organization. La prima conferenza SIGGRAPH si tenne nel 1974, vi partecipano decine di migliaia di professionisti del campo. Fra le sedi delle varie edizioni della conferenza si annoverano Dallas, Seattle, Los Angeles, New Orleans e San Diego.

## Descrizione
Uno degli elementi principali della conferenza è costituito dalle presentazioni al Animation Theater and Electronic Theater dove sono proiettati i più recenti filmati prodotti con l'ausilio delle tecniche della grafica computerizzata. Sono presenti coi loro stand di centinaia di compagnie nel campo dell'ingegneria, della grafica, animazione o videogiochi. Vi sono inoltre alcune scuole specializzate nel campo che presentano i loro lavori.
Il SIGGRAPH è considerata l'occasione più importante a livello internazionale per la presentazione delle ricerche nel campo della grafica computerizzata ed ogni anno vi vengono presentati decine di lavori. Le ultime edizioni contano un tasso di accettazione delle ricerche presentate minore del 20%. I lavori accettati sono stampati in un numero speciale della rivista ACM Transactions on Graphics mentre precedentemente al 2002 erano stampati nel SIGGRAPH Conference Proceedings.
Oltre alla presentazione dei lavori, vengono trattati argomenti che vanno dalla grafica computerizzata all'interazione uomo-macchina. Nella stessa occasione si svolgono corsi di mezza o una giornata sugli argomenti più avanzati nel campo, inoltre numerosi artisti e ricercatori discutono le loro opere.
Nel 1984 la Pixar presentò in anteprima al SIGGRAPH la sua prima animazione, The Adventures of André and Wally B. e da allora la conferenza fu occasione di molte altre anteprime.

## SIGGRAPH Asia
Nel 2008 si sono tenute le conferenze del SIGGRAPH in Asia (l'evento è conosciuto come SIGGRAPH Asia) in aggiunta alle conferenze statunitensi. La prima conferenza di SIGGRAPH Asia si è tenuta a Singapore fra il 10 ed il 13 dicembre 2008 presso il Suntec Singapore International Convention and Exhibition Centre.

## Elenco delle edizioni del SIGGRAPH
| Anno | Luogo         | Collegamenti                                                       | Note |
| ---- | ------------- | ------------------------------------------------------------------ | --- |
| 1974 | Boulder       |                                                                    | |
| 1975 | Bowling Green |                                                                    | |
| 1976 | Philadelphia  |                                                                    | |
| 1977 | San Jose      |                                                                    | |
| 1978 | Atlanta       |                                                                    | |
| 1979 | Chicago       |                                                                    | |
| 1980 | Seattle       |                                                                    | |
| 1981 | Dallas        |                                                                    | |
| 1982 | Boston        |                                                                    | |
| 1983 | Detroit       |                                                                    | |
| 1984 | Minneapolis   |                                                                    | |
| 1985 | San Francisco |                                                                    | |
| 1986 | Dallas        |                                                                    | |
| 1987 | Anaheim       |                                                                    | |
| 1988 | Atlanta       |                                                                    | |
| 1989 | Boston        |                                                                    | |
| 1990 | Dallas        |                                                                    | |
| 1991 | Las Vegas     |                                                                    | |
| 1992 | Chicago       |                                                                    | |
| 1993 | Anaheim       |                                                                    | |
| 1994 | Orlando       |                                                                    | |
| 1995 | Los Angeles   |                                                                    | |
| 1996 | New Orleans   |                                                                    | |
| 1997 | Los Angeles   |                                                                    | |
| 1998 | Orlando       |                                                                    | |
| 1999 | Los Angeles   |                                                                    | |
| 2000 | New Orleans   | website, atti                                                      | |
| 2001 | Los Angeles   | atti,                                                              | Le migliori animazioni presentate all'edizione del 2001 sono archiviate nell'Internet Archive.                                                |
| 2002 | San Antonio   | atti,                                                              | |
| 2003 | San Diego     | atti,                                                              | |
| 2004 | Los Angeles   | atti, blog                                                         | |
| 2005 | Los Angeles   | atti, wiki                                                         | Il SIGGRAPH 2005 si tenne dal 31 luglio al 4 agosto presso il Los Angeles Convention Center. Si stima che parteciparono circa 25.000 persone. |
| 2006 | Boston        | website, papers                                                    | Il SIGGRAPH 2006 si tenne a Boston dal 30 luglio al 3 agosto.                                                                                 |
| 2007 | San Diego     | website, papers                                                    | Il SIGGRAPH 2007 si tenne dal 5 al 9 agosto a San Diego.                                                                                      |
| 2008 | Los Angeles   | website, papers                                                    | Il SIGGRAPH 2008 si tenne nell'agosto 2008 presso il Los Angeles Convention Center.                                                           |
| 2009 | New Orleans   | website, call for submissions                                      | Il SIGGRAPH 2009 si è tenuto a New Orleans.                                                                                                   |
| 2010 | Los Angeles   |                                                                    | Il SIGGRAPH 2010 si terrà nell'agosto 2010 presso il Los Angeles Convention Center.                                                           |
| 2011 | Vancouver     |                                                                    | Sarà la prima edizione del SIGGRAPH ad esser tenuta fuori dagli Stati Uniti.                                                                  |
| 2012 | Los Angeles   |                                                                    | |
| 2013 | Anaheim       |                                                                    | |
| 2014 | Vancouver     | website Archiviato il 5 febbraio 2016 in Internet Archive., papers | |
| 2015 | Los Angeles   |                                                                    | |
| 2016 | Anaheim       |                                                                    | |